# Walton East
Walton East is een plaats in Wales, in het bestuurlijke graafschap Pembrokeshire en in het ceremoniële behouden graafschap Dyfed. De plaats telt circa 250 inwoners.